# Yoshinori Ono
Yoshinori Ono (小野義徳 Ono Yoshinori?) es un productor de videojuegos japonés de la empresa Capcom, famoso en los últimos años por ser el productor de la serie Street Fighter a partir de la cuarta entrega en adelante, así como el crossover Street Fighter X Tekken.

## Juegos
- Street Fighter Alpha 3 (1998) - director de sonido
- Street Fighter III Third Strike (1999) - productor de sonido
- Marvel vs Capcom: Clash of Super Heroes (1999) - colaborador
- The Misadventures of Tron Bonne (1999) - colaborador
- Breath of Fire IV (2000) - director de secuencias y sonido
- Spawn: In the Demon's Hand (2000) - director de sonido
- Dino Crisis 2 (2000) - publicista
- Devil May Cry (2001) - director de sonido
- Onimusha: Warlords (2001) - director de sonido
- Heavy Metal: Geomatrix (2001) - productor de sonido
- One Piece Mansion (2001) - productor de sonido
- Onimusha 2: Samurai's Destiny (2002) - productor asociado
- Chaos Legion (2003) - productor
- Resident Evil Outbreak (2003) - modelos personajes CG
- Drakengard (2003) - diseños faciales
- Resident Evil Outbreak: File 2 (2004) - director de diseño de personajes
- Shadow of Rome (2005) - productor
- Capcom Fighting Jam (2005) - productor
- Dead Rising (2006) - coproductor
- Onimusha: Dawn of Dreams (2006) - productor
- Lost Planet: Extreme Condition (2006) - colaborador
- Monster Hunter Frontier Online (2007) - productor
- Street Fighter IV (2008) - productor y director
- Super Street Fighter IV (2010) - productor
- Super Street Fighter IV: Arcade Edition (2011) - productor
- Street Fighter III Third Strike Online Edition (2011) - productor
- Street Fighter X Tekken (2012) - productor
- Monster Hunter Frontier G (2013) - productor ejecutivo
- Darkstalkers Resurrection (2013) - productor ejecutivo
- Ultra Street Fighter IV (2014) - productor
- Street Fighter V (2016) - productor